# Anders Danielsen Lie

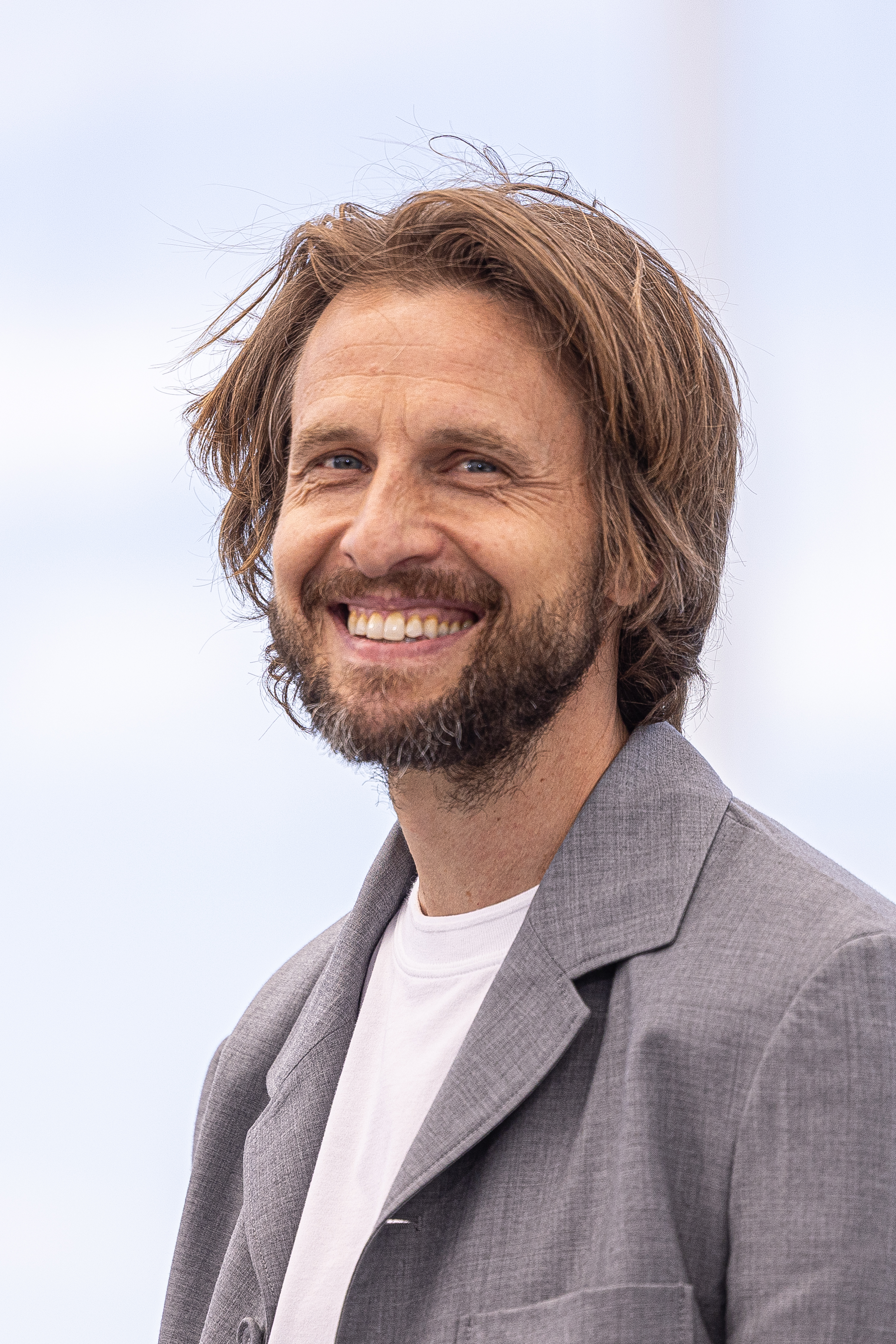
Anders Danielsen Lie (2025)

Anders Danielsen Lie (* 1. Januar 1979 in Oslo) ist ein norwegischer Filmschauspieler, Musiker und Arzt.

## Leben
Der 1979 in Oslo geborene Anders Danielsen Lie ist der Sohn der Schauspielerin Tone Danielsen. Sein Filmdebüt gab Danielsen Lie im Jahr 1990 im Alter von 11 Jahren in der Titelrolle im Film Herman von Erik Gustavson. Im Jahr 2011 veröffentlichte er sein Album This is Autism. Das Konzeptalbum wurde von ihm selbst geschrieben, eingespielt und produziert und nimmt Aufnahmen aus seiner Kindheit auf.
In Joachim Triers Regiedebüt Auf Anfang war er in der Rolle von Phillip zu sehen. In Triers Film Oslo, 31. August spielte er Anders, der nach einem zehnmonatigen Drogenentzug am 31. August für einen Tag nach Oslo zurückkommt.  In 22. Juli von Paul Greengrass spielte er Anders Behring Breivik. Eine Hauptrolle erhielt Danielsen Lie auch in Triers Filmkomödie Der schlimmste Mensch der Welt, die im Juli 2021 bei den Internationalen Filmfestspielen von Cannes ihre Premiere feierte und in der er den Lebenspartner von Renate Reinsve spielt. Dort wurde ebenfalls Bergman Island von Mia Hansen-Løve vorgestellt, in dem er Joseph spielt. Wieder eine Hauptrolle erhielt er in dem Horrordrama Håndtering av udøde von Thea Hvistendhal, das im Januar 2024 beim Sundance Film Festival seine Premiere feierte. In dem Film ist er wieder an der Seite von Reinsve zu sehen. Ebenso ist Danielsen Lie in dem Filmdrama Quislings Siste Dager von Erik Poppe in einer Hauptrolle zu sehen, das im September 2024 in die norwegischen Kinos kommen soll. In Charlie McDowells The Summer Book spielt er den Filmsohn von Glenn Close.
Im Juli 2008 heiratete er das norwegische Model Iselin Steiro. Sie haben gemeinsam zwei Töchter.

## Filmografie (Auswahl)
- 2006: Auf Anfang (Reprise)
- 2011: Oslo, 31. August
- 2011: Norwegische Gemütlichkeit (Koselig med peis, Fernsehserie, 6 Folgen)
- 2014: Alice und das Meer (Fidelio, l’odyssée d’Alice)
- 2015: Dieses Sommergefühl (Ce sentiment de l’été)
- 2016: Mammon (Fernsehserie, 8 Folgen)
- 2016: Personal Shopper
- 2016: Approaching the Unknown
- 2016: Nobel (Fernsehserie, 8 Folgen)
- 2017: Auguste Rodin
- 2018: 22. Juli (22 July)
- 2019: Besessen (Seizure, Fernsehserie, 8 Folgen)
- 2020: Betrayed (Den største forbrytelsen)
- 2021: Der schlimmste Mensch der Welt (Verdens verste menneske)
- 2021: Bergman Island
- 2022: Sick of Myself (Syk pike)
- 2024: Håndtering av udøde
- 2024: Mother’s Instinct
- 2024: Quislings Siste Dager
- 2024: The Summer Book
- 2025: Sentimental Value

## Auszeichnungen (Auswahl)
Amandaprisen
- 2012: Nominierung als Bester Hauptdarsteller (Oslo, 31. August)
- 2022: Auszeichnung als Bester Nebendarsteller (Der schlimmste Mensch der Welt)[4]

National Society of Film Critics Award
- 2022: Auszeichnung als Bester Nebendarsteller (Der schlimmste Mensch der Welt)